# Vançais

Vançais este o comună în departamentul Deux-Sèvres, Franța. În 2009 avea o populație de 265 de locuitori.